# Dirno Pires
Dirno Jurandir Pires Ferreira (Rio de Janeiro, 7 de setembro de 1926 – Rio de Janeiro, 6 de maio de 1986) foi um jornalista, advogado, professor, economista e político brasileiro que representou o Piauí na Câmara dos Deputados.

## Dados biográficos
Filho de Jurandir de Castro Pires Ferreira e Nora Pires Ferreira. Tal como o pai, estudou no Colégio Pedro II no Rio de Janeiro e devido à sua passagem pelo movimento estudantil, presidiu a Associação dos Estudantes Secundários. Economista formado na Faculdade de Ciências Políticas e Econômicas do Rio de Janeiro em 1949 e advogado com bacharelado em Ciências Jurídicas e Sociais pela Universidade Federal do Rio de Janeiro em 1951. Como professor ministrou aulas de economia dos transportes na Escola de Engenharia da Universidade Federal do Rio de Janeiro, de geografia econômica na Faculdade de Economia do Rio de Janeiro e de economia política na Faculdade Nacional de Ciências Estatísticas.
No jornalismo dividiu-se entre o Rio de Janeiro, onde trabalhou no Jornal da Noite, no Força da Razão e dirigiu A Voz Trabalhista, e Brasília onde foi presidente do Diário de Brasília presidindo também a agência de notícias Trans-Press.
Assessor do Senado Federal e da presidência do Instituto Brasileiro de Geografia e Estatística, foi eleito deputado federal pelo PSD do Piauí em 1958 e 1962, migrou para a ARENA após a vitória do Regime Militar de 1964 elegendo-se suplente de deputado federal em 1966 e reelegendo-se deputado federal em 1970 e 1974. Novamente suplente de deputado federal em 1978, encerrou sua carreira política.
Seu pai foi eleito deputado federal pelo antigo Distrito Federal em 1945 e seu avô, Joaquim Pires, exerceu sete mandatos de deputado federal e um mandato de senador pelo Piauí.